# ウェンディ・ナイト
ウェンディ・ナイト（Wendi Knight、1975年4月23日 - ）はアメリカ合衆国のポルノ女優である。現在は作品の監督も精力的にこなしている。

## 受賞
- 1999 AVN Award – Best Group Sex Scene, Film – 「Tushy Heaven」
- 2000 AVN Award – Best Group Sex Scene, Film – 「Nothing To Hide 3 & 4」
- 2001 AVN Award – Best Group Sex Scene, Film – 「Les Vampyres」